# Синбад Морепловац
Синбад Морепловац (/ˈ с ɪ н б ӕ д / ; перс. سُنباد بحری или Синдбад) је измишљени морнар и јунак циклуса прича персијског порекла. Описано је да је пореклом из Багдада и да је рођен током раног Абасидског калифата (8. и 9. век нове ере). Током седам путовања по морима источно од Африке и јужно од Азије, он има фантастичне авантуре у магичним царствима, сусрећући се са чудовиштима и сведочећи натприродним појавама.
На основу легенде снимљено је неколико десетина играних, цртаних филмова, ТВ серија и других адаптација.

## Порекло и извори
Приче о Синбаду су релативно касни додатак Хиљаду и једној ноћи – оне се не налазе у најранијем рукопису из 14. века, а појављују се као независни циклус у збиркама из 18. и 19. века. Прича одражава тренд арапских и муслиманских морнара који истражују свет у абасидском царству. Приче приказују народне и теме присутне у делима тог времена. Абасидска владавина била је позната као период великог економског и друштвеног раста. Арапски и муслимански трговци би тражили нове трговачке руте и људе са којима би трговали. Овај процес раста се огледа у причама о Синбаду. Приче о Синбаду имају различите теме. Каснији извори укључују абасидска дела као што су „Чуда створеног света“, која одражавају искуства арапских помораца из 13. века који су храбрили Индијски океан.
Циклус о Синбаду смештен је у време владавине абасидског калифа Харуна ал-Рашида (786–809). Приче о Синбаду су укључене у први европски превод Ноћи, Les mille et une nuits, contes arabes traduits en français, чије се енглеско издање појавило 1711. као The new Arabian winter nights entertainments и кроз бројна издања током 18. века.
Најранија засебна публикација Синбадових прича на енглеском која се налази у Британској библиотеци је адаптација као The Adventures of Houran Banow, etc. (Преузето из Арапских ноћи, треће и четврто путовање Синбада Морепловаца), око 1770.
Рано америчко издање, Седам путовања Синбада морепловаца. И Прича о Аладину; или, Чудесна лампа, објављена је у Филаделфији 1794. Почетком 19. века уследила су многа популарна издања, укључујући издање у приручнику Томаса Тега. Њен најпознатији потпуни превод био је можда као прича 120 у 6. тому превода књиге Хиљаду ноћи и ноћи сер Ричарда Бартона из 1885. године.